# Великий Анюй
Вели́кий Аню́й (чук. Вылгилвээм, рос. Большой Анюй) — річка на Далекому Сході в Білібінському районі Чукотського автономного округу та Нижньоколимському улусі Республіки Саха (Якутія) Росії. Ліва складова річки Анюй, належить до водного басейну Колими.

## Географія
Річка бере свій початок на Анадирському плоскогір'ї, на висоті приблизно 800 м над рівнем моря, на західних схилах гори Вітрової (975 м), за 9 км на північний схід від гори Мечкеревої (1303 м) і до впадіння правої притоки Правого Ілюкейвеєма (за 654 км від гирла, висота 553 м.р.м.), носить назву Лівий Ілюкейвеєм. Тече на північ, після впадіння Правого Ілюкейвеєма повертає на захід, а після гирла лівої притоки Алучин — на північ — північний-захід. Перед гирлом лівої притоки Бонаї, повертає на північ, а за десяток кілометрів до впадіння лівої притоки Овражної — повертає на північний захід і за 8 км від річки Колими та за 9 км на південний захід від села Нижньоколимськ (Нижньоколимський улус) на висоті 0,2 м над рівнем моря зливається з правою складовою, річкою Малий Анюй, утворює річку Анюй.
Довжина річки 693 км. Площа басейну 57 300 км². Повне падіння рівня русла від витоку до гирла становить 799,8 м, що відповідає середньому похилу русла — 1,15 м/км. Швидкість течії доволі велика, і коливається від 1,4-1,8 м/с, у верхній течії — до 0,6-1,0, в пониззі. Ширина русла у верхній течії доходить до 60-95 м, місцями до 100 м, при глибині до 1,0-1,7 м, в середній течії ширина — до 90-180 м, місцями до 255—355 м, при глибині — 1,5-2,0 м; в нижній течії ширина коливається від 200 до 245—265 м, місцями до 440—445 м, при глибині — до 2,0-4,0 м. Дно русла складається із твердих ґрунтових порід. Річка судноплавна в нижній течії.
Практично на всьому протязі русло річки звивисте, вона протікає у вузькій гірській долині, після впадіння правої притоки Яракваам, долина розширюється, стає заболоченою, русло розбиваються на густу сітку рукавів, яка утворює численну кількість різноманітних островів. Ця сітка тягнеться майже на всьому протязі русла, аж до впадіння правої притоки Камешкової.

## Гідрологія
Живлення річки дощове та снігове, підземне живлення несуттєве через розташування водозбору в районі Анюйсько-Чукотської області, якій притаманна суцільна багаторічна мерзлота. Замерзає на початку жовтня і, розкривається на початку червня. Повінь у червні, межень у листопаді — квітні. Влітку паводки від дощів.
За період спостереження протягом 23 років (1978–2000) на станції в заїмці Костянтинівська, за 67 км від гирла, середньорічна витрата води річки становила 267 м³/с для водного басейну 49 600 км², що становить майже 87 % від загальної площі басейну річки. Величина прямого стоку в цілому по цій частині басейну становила — 170 міліметра на рік, що вважається доволі високим для цієї області.
За період спостереження встановлено, що мінімальний середньомісячний стік був 2,2 м³/с (у квітні), що становить всього трохи більше 0,17 % максимального середньомісячного стоку, який відбувається у червні місяці та становить майже — 1273 м³/с і вказує на дуже велику амплітуду сезонних коливань.
За період спостереження, абсолютний мінімальний місячний стік (абсолютний мінімум) був 0,65 м³/с (у межень квітня 1979 року), абсолютний максимальний місячний стік (абсолютний максимум) становив 2050 м³/с (у червні 1991 року).

## Притоки
Річка Великий Анюй приймає близько однієї сотні приток, довжиною понад 10 км. Найбільших із них, довжиною понад 50 км — 24, із них понад 100 км — 12 (від витоку до гирла):
| Назва притоки                     | Довжина,(км) | Площа водозбірного басейну, (км²) | Відстань від гирла Великого Анюя, (км) | Витрата води,(м³/с) |
| --------------------------------- | ------------ | --------------------------------- | -------------------------------------- | ------------------- |
| → Чимчемемель (Права Чимчемемель) | 95           |                                   | 507                                    |                     |
| ← Айнахкурген (Кам'яна)           | 57           |                                   | 504                                    |                     |
| ← Нартовий                        | 52           |                                   | 485                                    |                     |
| → Нічекваам                       | 60           |                                   | 483                                    |                     |
| → Гнус                            | 64           |                                   | 459                                    |                     |
| → Алучин                          | 173          | 4310                              | 439                                    |                     |
| → Бургахчан                       | 138          | 2190                              | 432                                    |                     |
| ← Орловка                         | 127          | 2450                              | 407                                    |                     |
| → Агнаутала                       | 57           |                                   | 396                                    |                     |
| → Баїмка                          | 80           |                                   | 380                                    |                     |
| ← Ангарка                         | 211          | 6050                              | 374                                    |                     |
| → Пеженка                         | 181          | 6770                              | 312                                    |                     |
| ← Кочкарна                        | 73           |                                   | 304                                    |                     |
| → Луганто                         | 68           |                                   | 283                                    |                     |
| ← Мангазейка                      | 115          | 818                               | 269                                    |                     |
| → Банна                           | 185          | 4080                              | 262                                    |                     |
| → Кричальська                     | 128          | 1850                              | 244                                    |                     |
| ← Сладка                          | 54           |                                   | 233                                    |                     |
| → Овражна                         | 157          | 1030                              | 157                                    |                     |
| ← Камешкова                       | 242          | 2130                              | 117                                    |                     |
| ← Костянтинівська                 | 51           |                                   | 66                                     |                     |
| → Ярова                           | 363          | 4170                              | 46                                     |                     |
| → Байково (Хіва)                  | 178          | 2600                              | 33                                     |                     |
| → Верхня                          | 57           |                                   | 20                                     |                     |

## Населенні пункти
Басейн і береги річки малозаселені. На берегах розташовані кілька невеликих населених пункти, споруди (бараки) зимників, заїмки та мисливські будиночки, а також селища геологів (поселення в основному нежилі; від витоку до гирла): селище Дачне (нежиле), Ангарка (нежиле), П'ятистінне (нежиле), заїмка Костянтинівська, село Дві Віски (нежиле), заїмка Злубінська.

## Господарське використання
Великий Анюй використовується для судноплавства, лісосплаву, рибальства і водопостачання гірничої промисловості. У басейні річки багаті родовища розсипного та корінного золота.